# Syndrome de Master et Allen
En gynécologie, le tableau clinique du syndrome de Master et Allen regroupe une douleur pelvienne et permanente, exagérée en position debout et en cas de fatigue.
Il y a également une dyspareunie balistique (douleur lors des rapports sexuels, notamment lorsque le pénis est introduit le plus profondément possible) et une hypermobilité douloureuse du col lors de l'examen clinique.

## Étiologie
La cause généralement à l'origine de ce syndrome est un accouchement traumatique d'un gros bébé ou d'un traumatisme, entrainant des lésions anatomiques : rupture conjonctive des ligaments utéro-sacrés et déchirure du ligament large.

## Diagnostic
On peut hypothétiquement supposer la présence de ce syndrome par toucher vaginal car généralement le corps utérin se retrouve rétroversé (habituellement antéversé).
La cœlioscopie confirme le diagnostic.

## Traitement
Le traitement est chirurgical et consiste à raccourcir les ligaments ronds.
Un autre traitement consiste à suturer le ligament large par voie endoscopique.